# フォース・インディア VJM02
フォース・インディア VJM02は、フォース・インディアが2009年のF1世界選手権参戦用に開発したフォーミュラ1カーでジェームス・キー（テクニカルディレクター）とマーク・スミス（デザインディレクター）が設計した。2009年の開幕戦から実戦投入された。

## VJM02

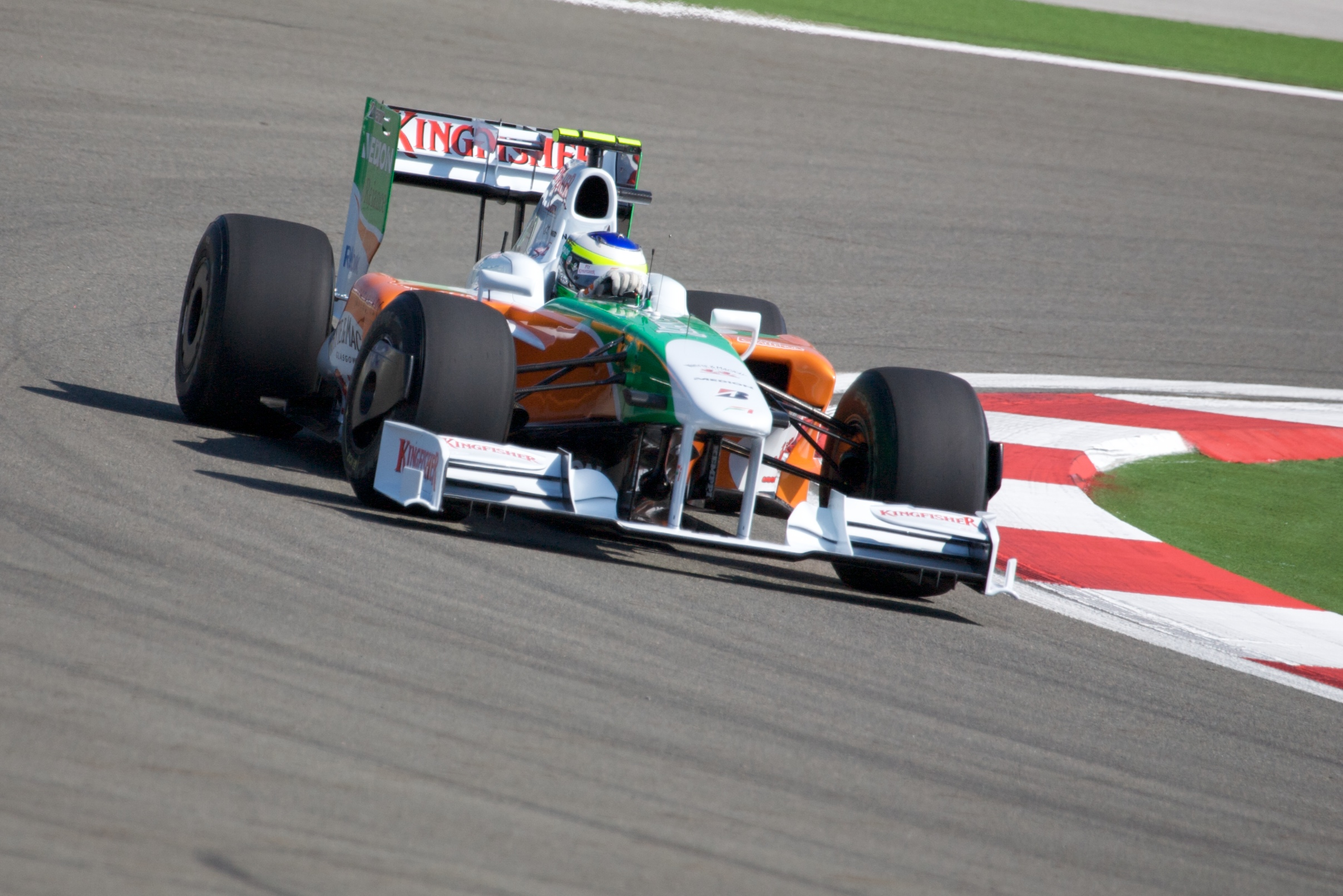
第7戦トルコGPでのVJM02

マシンカラーリングがフォース・インディア VJM01の白/オレンジ/金とは異なり、インド国旗をモチーフにした白/緑/オレンジとなった。
フロントノーズは、フェラーリの2000年のF1マシンであるF1-2000に似た形状である。具体的にはコクピット前端部分から高く持ち上げられた。そのため、フロントサスペンションが、正面から見ると強い「ハ」の字を描いたような形となっている。また、フロントウイングは3枚式。可動部分は大きなフィンで区切られている。
ミラーステーがフィン状に整形されている。2009年からのレギュレーションで、フロント周りの空力パーツが大幅に制限されたための措置だと思われる。
サイドポンツーン前端には規定寸法いっぱいいっぱいでフィンが装着されている。後方は、一部がルノーの2009年マシンであるR29のように絞り込まれていない。
エンジン、KERS、ギアボックス、ハイドロリックはメルセデス・ベンツから供給を受ける。この契約が決まったのが遅かったため、VJM02の発表が遅くなってしまった。
シェイクダウンは新車発表に先駆けて2月25日にシルバーストーンで非公開で行われた。
いわゆる「直線番長」的なマシン特性を持っており、高速サーキットでは極限までダウンフォースを削る作戦で上位チームとも互角に戦った(ベルギーGPやイタリアGP)。末期のジョーダン、ミッドランド、スパイカーと続いてきた弱小チームの流れからの飛躍的な進歩を見せたマシンであった。

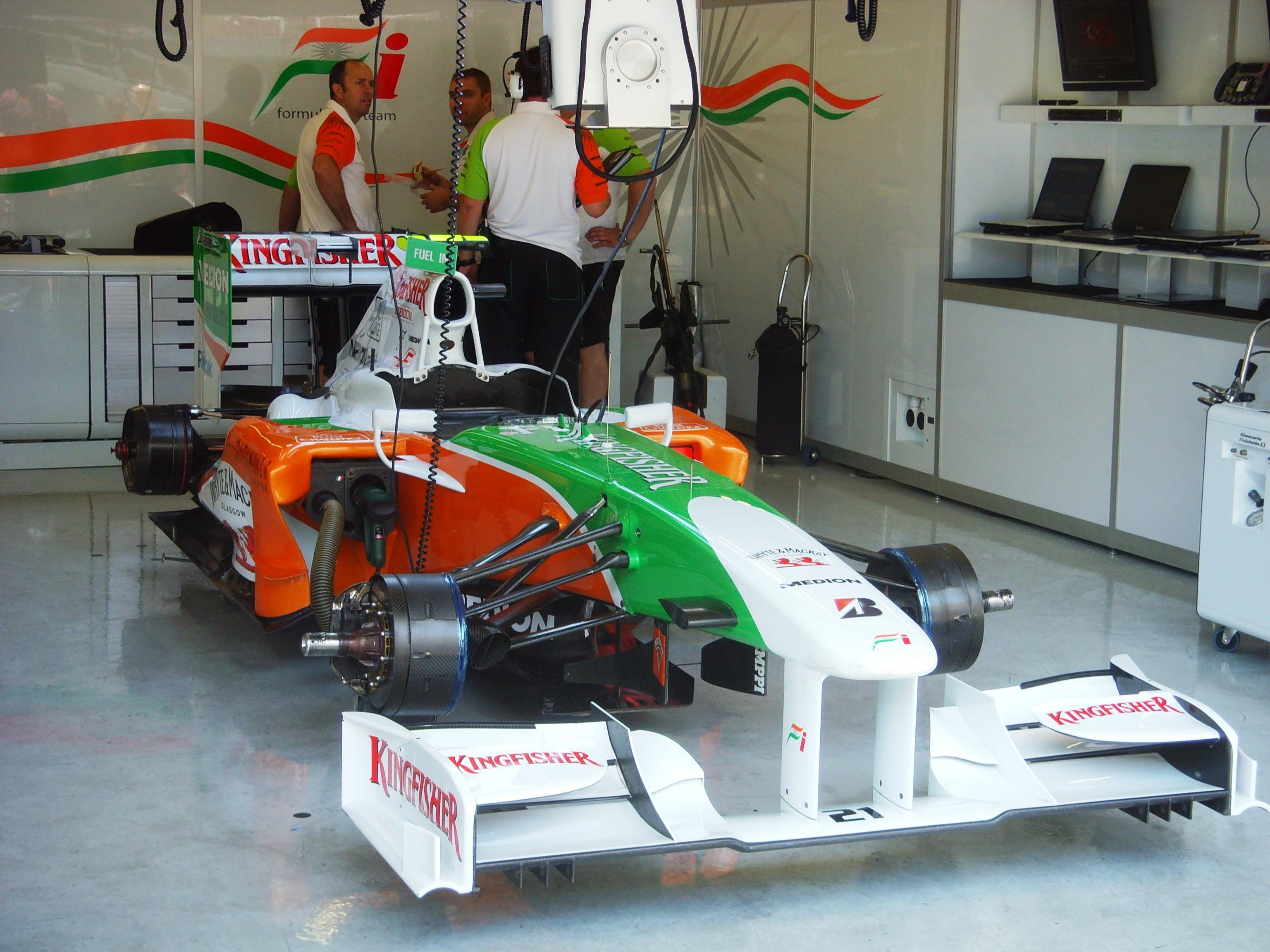
第7戦トルコGPピットでのVJM02
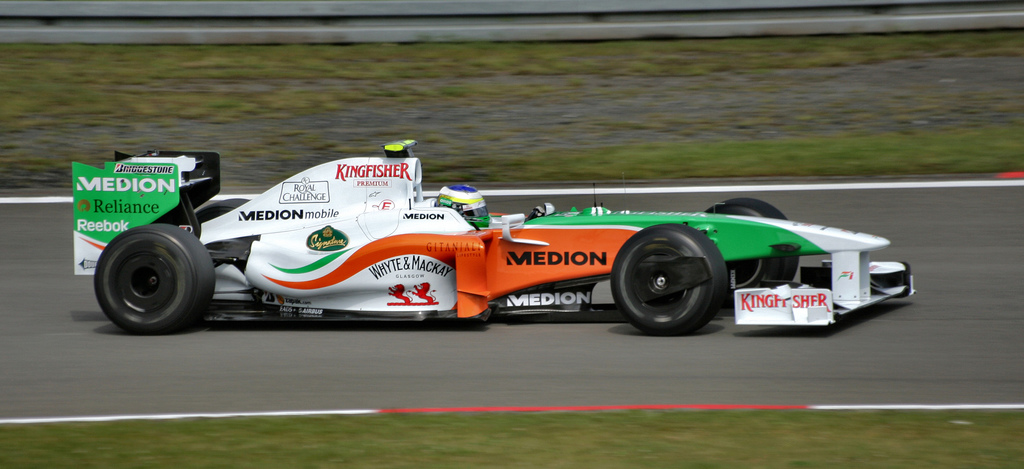
第9戦ドイツGPでのVJM02

## スペック

### シャーシ
- シャーシ名 VJM02
- シャーシ構造 カーボンファイバー/ハニカムコンポジット複合構造モノコック
- ホイール BBS
- タイヤ ブリヂストン
- KERS マクラーレン/メルセデス・ベンツ・ハイパフォーマンス・エンジンズ共同開発
- エレクトロニクス MES-マイクロソフト スタンダードECU
- 重量 605kg（冷却水、潤滑油、ドライバーを含める）

### エンジン
- エンジン名 メルセデス・ベンツFO108W
- 気筒数・角度 V型8気筒・90度
- 排気量 2,400cc
- 最高回転数 18,000rpm（レギュレーションで規定）
- バルブ数 32
- ピストンボア 98mm
- 重量 95kg
- スパークプラグ NGK

## シャーシナンバー一覧

### 2009年
出典
| No. | ドライバー                 | 1   | 2   | 3   | 4   | 5   | 6   | 7   | 8    | 9   | 10  | 11  | 12  | 13  | 14  | 15  | 16  | 17  |
| No. | ドライバー                 | AUS | MAL | CHN | BHR | ESP | MON | TUR | GBR  | GER | HUN | EUR | BEL | ITA | SIN | JPN | BRA | ABU |
| --- | -------------------------- | --- | --- | --- | --- | --- | --- | --- | ---- | --- | --- | --- | --- | --- | --- | --- | --- | --- |
| 20  | エイドリアン・スーティル   | 3   | 3   | 3   | 3   | 3   | 1   | 1   | 3*,1 | 1   | 1   | 1   | 1   | 1   | 1   | 1   | 1   | 1   |
| 21  | ジャンカルロ・フィジケラ   | 1   | 1   | 1   | 1   | 1   | 4   | 4   | 4    | 4   | 4   | 4   | 4   |     |     |     |     |     |
| 21  | ヴィタントニオ・リウッツィ |     |     |     |     |     |     |     |      |     |     |     |     | 4   | 4   | 4   | 4   | 4   |

*1 - 3回目のフリー走行とQ1,Q2でシャーシNo.3を使用したが、Q2でマシンをクラッシュさせたので、決勝ではシャーシNo.1が用意された。

## 結果
- 第12戦ベルギーGPで、ジャンカルロ・フィジケラがチームにとってはじめてのポールポジションを獲得した。

| 年   | No. | ドライバー                 | 1   | 2   | 3   | 4   | 5   | 6   | 7   | 8   | 9   | 10  | 11  | 12  | 13  | 14  | 15  | 16  | 17  | ポイント | ランキング |
| 年   | No. | ドライバー                 | AUS | MAL | CHN | BHR | ESP | MON | TUR | GBR | GER | HUN | EUR | BEL | ITA | SIN | JPN | BRA | ABU | ポイント | ランキング |
| ---- | --- | -------------------------- | --- | --- | --- | --- | --- | --- | --- | --- | --- | --- | --- | --- | --- | --- | --- | --- | --- | -------- | ---------- |
| 2009 | 20  | エイドリアン・スーティル   | 9   | 17  | 17  | 16  | Ret | 14  | 17  | 17  | 15  | Ret | 10  | 11  | 4   | Ret | 13  | Ret | 17  | 13       | 9位        |
| 2009 | 21  | ジャンカルロ・フィジケラ   | 11  | 18  | 14  | 15  | 14  | 9   | Ret | 10  | 11  | 14  | 12  | 2   |     |     |     |     |     | 13       | 9位        |
| 2009 | 21  | ヴィタントニオ・リウッツィ |     |     |     |     |     |     |     |     |     |     |     |     | Ret | 14  | 14  | 11  | 15  | 13       | 9位        |

- 太字はポールポジション、斜字はファステストラップ。(key)
- 第2戦マレーシアGPは雨天で赤旗中断となり規定周回数の75％を満たさなかったため獲得ポイントは半分となる。